# Hideaki Oketani
Hideaki Oketani (japanisch 桶谷 秀昭, Oketani Hideaki; geboren 3. Februar 1932 in Tokio; gestorben 27. März 2025) war ein japanischer Autor und Literaturkritiker.

## Leben und Wirken
Hideaki Oketani studierte ab 1950 an der Hitotsubashi-Universität Wirtschaftswissenschaft, wechselte dann zur Sozialwissenschaft. Nach seinem Studienabschluss gab er während seiner Tätigkeit bei dem Verlag „Kenkyūsha“ (研究社), zusammen mit dem Literaturkritiker Murakami Ichirō (村上 一郎; 1920–1975), die privaten Magazine „Tenkei“ (典型) – etwa „Modell“ und „Mumeki“ (無名鬼) – etwa „Namenlose Teufel“ heraus und begann damit seine Kritikertätigkeit.
Später war Oketani Professor an der Fakultät für Literatur an der Tōyō-Universität, die ihn bei Erreichung des Ruhestandes als Meiyo Kyōju verabschiedete. Er blieb aber als Forscher an der Universität tätig. Darüber hinaus war er Dozent an der Kunsthochschule Tama, der Otsuma Women’s University (大妻女子大学) und Direktor des Museums für moderne japanische Literatur.
Veröffentlichungen sind unter anderem „Dochaku to jōkyō“ (土着と情況) etwa „Indignität und Umstände“, „Kindai no Naraku“ (近代の奈落) – „Abgründe der Gegenwart“, „Natsume Sōseki ron“ (夏目漱石論) – „Überlegungen zu Natsume Sōseki“ und „Yasuda Yojūrō“, eine Biografie des Literaturkritikers Yasuda. Seit etwa 1980 veranstaltete er jährliche Neujahrspartys mit seinen Literaturkritikerkollegen Kōichi Isoda, Okuno Takeo, Saeki Shōichi, Shun Akiyama, Takao Aiba und Hideo Takahashi.
1979 gewann Oketani den Hirabayashi-Taiko-Literaturpreis für „Dostojewski“ und 1984 den Förderpreis des Kultusministers (芸術選奨文部科学大臣賞, Geijutsu senshō monbu-kagaku daijin-shō) für „Yasuda Yojūrō“. 1992 erhielt er den Mainichi-Kulturpreis für  „Shōwa seishin-shi“ (昭和精神史) – „Shōwa – Spirituelle Geschichte“ und 1995 den Itō-Sei-Literaturpreis für seine Rezension zu „Itō Sei“.
Oketani wurde 1999 mit der Ehrenmedaille geehrt und 2005 mit dem Orden der Aufgehenden Sonne ausgezeichnet.